# Joachim Graf von Schirnding
Joachim Graf Schirndinger von Schirnding (* 5. Februar 1928 in Schönheide; † 23. August 2022 in Bad Godesberg) war ein deutscher Diplomat, der zuletzt zwischen 1988 und 1993 Botschafter in Ecuador war.

## Leben
Er entstammte dem Adelsgeschlecht von Schirnding und absolvierte nach dem Abitur ein Studium der Rechtswissenschaften an der Philipps-Universität Marburg. 1955 legte er dort seine Promotion zum Dr. jur. mit einer Dissertation mit dem Titel Die prozessuale Durchsetzung der Menschenrechte im Völkerrecht ab.
Nach dem Eintritt in den auswärtigen Dienst 1957 und dem Abschluss der Laufbahnprüfung für den höheren Dienst fand Joachim von Schirnding Verwendungen in der Zentrale des Auswärtigen Amtes sowie bei verschiedenen Auslandsvertretungen. Zunächst war er zwischen 1962 und 1966 an der Botschaft in Brasilien tätig und danach als Legationsrat Erster Klasse Referent im Referat für Fragen der gesamtdeutschen Politik. Nach einer Verwendung von 1970 bis 1974 an der Botschaft in Venezuela sowie einer abermaligen Tätigkeit im Auswärtigen Amt war er zwischen 1978 und 1983 an der Botschaft in Chile tätig, ehe er im Anschluss von 1983 bis 1988 abermals Verwendung in der Zentrale des Auswärtigen Amtes in Bonn fand.
Zuletzt erhielt Graf von Schirnding 1988 seine Akkreditierung als Botschafter in Ecuador und bekleidete diesen Botschafterposten bis zu seinem Eintritt in den Ruhestand 1993. Während dieser Zeit unterzeichnete er am 14. September 1988 ein Abkommen zwischen der Bundesrepublik Deutschland und Ecuador über finanzielle Zusammenarbeit (BGBl. II S. 960).
Nach seinem Eintritt in den Ruhestand engagierte er sich in mehreren gesellschaftlichen Institutionen sowie Wohltätigkeitsorganisationen. Er war unter anderem bis zu seiner Ablösung durch Hubert Beemelmans 1999 Präsident des Ibero-Clubs Bonn, einem Verein zur Förderung der Beziehungen von Deutschland zu Spanien und lateinamerikanischen Staaten, und wurde 2009 zum Mitglied des Vorstands wiedergewählt. Daneben war er von 1997 bis Mai 2011 Mitglied des Aufsichtsrates des Bonner Vereins für gemeindenahe Psychiatrie e.V.

## Veröffentlichungen
- Die prozessuale Durchsetzung der Menschenrechte im Völkerrecht, Dissertation, Universität Marburg, 1955